# Công viên cảnh quan Tổ chim đại bàng
Công viên cảnh quan tổ chim đại bàng (Công viên Krajobrazowy Mitchich Gniazd) là một khu vực được bảo vệ rộng 597 km2 (231 dặm vuông Anh) ở phía tây nam Ba Lan và là một trong hơn 120 công viên Cảnh quan chính thức của Ba Lan. Nó được thành lập vào năm 1980, và bao gồm phần lớn diện tích của Đường mòn của tổ chim đại bàng, được đánh dấu là Số.1 trong danh sách chính thức của những con đường du lịch. Con đường mòn đi qua khoảng 25 lâu đài thời trung cổ được gọi là Tổ chim đại bàng, được xây dựng trên những tảng đá lớn, cao theo lệnh của vua Casimir III Đại đế.

## Vị trí
Công viên (tiếng Ba Lan: park krajobrazowy) được chia sẻ giữa hai voivodeships: Lesser Poland và Silesian Voivodeship hay cụ thể hơn là Hạt Częstochowa của nó (Gmina Janów, Gmina Olsztyn) và Hạt Zawiercie (Gmina yazy, Gmina Ogrodien
Công viên nằm trong hệ tầng vùng cao Jura của Ba Lan còn được gọi là Cao nguyên Jurassic Ba Lan hoặc Kraków-Częstochowa Upland (tiếng Ba Lan: Jura Krakowsko-Częstochowska), trải dài giữa các thành phố Kraków, Częstochowa và Wieluń. Jura Ba Lan, cùng với nhiều lâu đài thời trung cổ (tiếng Ba Lan: Orle Gniazda) được xây dựng bởi Vua Casimir (1310-1370), được khoảng 400.000 du khách ghé thăm mỗi năm. Một phần của vùng cao thuộc về Vườn Quốc gia Ojcow, phần nhỏ nhất là hai mươi vườn quốc gia của Ba Lan, tọa lạc giữa các khu vực vui chơi giải trí hấp dẫn nhất trong cả nước.